# Флиппер, Генри
Генри Флиппер (англ. Henry Flipper, полное имя Henry Ossian Flipper; 1856—1940) — первый афроамериканец, бывший раб, окончивший Военную академию США в Вест-Пойнте.

## Биография
Флиппер родился рабом в 1856 году в Томасвилле, штат Джорджия, и был старшим из пяти братьев, включая Джозефа Флиппера, ставшего епископом. Мать Генри — Изабель Флиппер, и его отец — Фестус Флиппер, принадлежали Эфраиму Пондеру (Ephraim G. Ponder), богатому работорговцу.
Во время Реконструкции Юга Генри Флиппер учился в университете Кларка Атланты. Он учился на первом курсе, когда в 1873 году плантатор Джеймс Фриман (член Палаты представителей США) дал ему рекомендацию для поступления в академию Вест-Пойнт, где уже учились четыре других чернокожих кадета. Из этой группы афроамериканцев только Флиппер выстоял под нажимом белых американцев и стал первым рабом, получившим высшее образование и офицерское звание. Он окончил Вест-Пойнт 50-м по успеваемости в выпуске 1877 года и 15 июня 1877 года стал вторым лейтенантом 10-го кавалерийского полка. 
Флиппер был направлен в роту «А» (A Troop) в 10-й кавалерийский полк под командованием капитана Николаса Нолана, став первым чернокожим офицером, командовавшим регулярными войсками в армии США.
До 1 января 1878 года он находился в отпуске, по выходу был направлен в форт Силл на индейской территории, затем, 21 февраля 1879 года, — в форт Эллиот в Техасе, откуда 1 ноября 1879 вернулся в форт Силл, и 17 июня 1880 был направлен в форт Кончо в Техасе. 

Лейтенант
Генри Флиппер

Генри Флиппер с отличием выполнял свои обязанности во время Апачских войн, в частности в компании Викторио. В конце 1880 года Флиппер был переведен в Форт-Дэвис в Западном Техасе и назначен квартирмейстером под командованием полковника Уильяма Шафтера. В июле 1881 года Флиппер был обвинён в похищении более 2000 долларов и предстал перед военным трибуналом. В декабре 1881 года военный трибунал признал Генри Флиппера невиновным по основному обвинению, но в ходе судебного процесса было добавлено ещё одно обвинение, и он был признан виновным «в неподобающем офицеру и джентльмену поведении» и приговорен к «увольнению со службы армии США». 30 июня 1882 года Флиппер был уволен из армии по военному разряду, эквивалентному «увольнению с позором». Всю оставшуюся жизнь Генри Флиппер оспаривал обвинения в свой адрес и боролся за восстановление в своей должности.
После увольнения Флиппер остался в Техасе и работал инженером-строителем в Эль-Пасо. В 1898 году он вызвался служить в испано-американской войне, но просьбы о восстановлении его полномочий были проигнорированы Конгрессом. После этого Генри Флиппер продолжил работать в Мексике и затем вернулся в США, где с 1921 года работал помощником сенатора Альберта Фолла, ставшего министром внутренних дел США. В 1923 году, когда Фолл сложил с себя обязанности министра, Флиппер уехал в Венесуэлу для работы инженером нефтяной промышленности. В 1931 году он вернулся в США и до конца жизни жил в Атланте, штат Джорджия.
Умер в 1940 году и был похоронен на семейном участке кладбища Саут-Вью. В феврале 1978 года его тело было эксгумировано и перезахоронено в родном городе Томасвилле

### Реабилитация

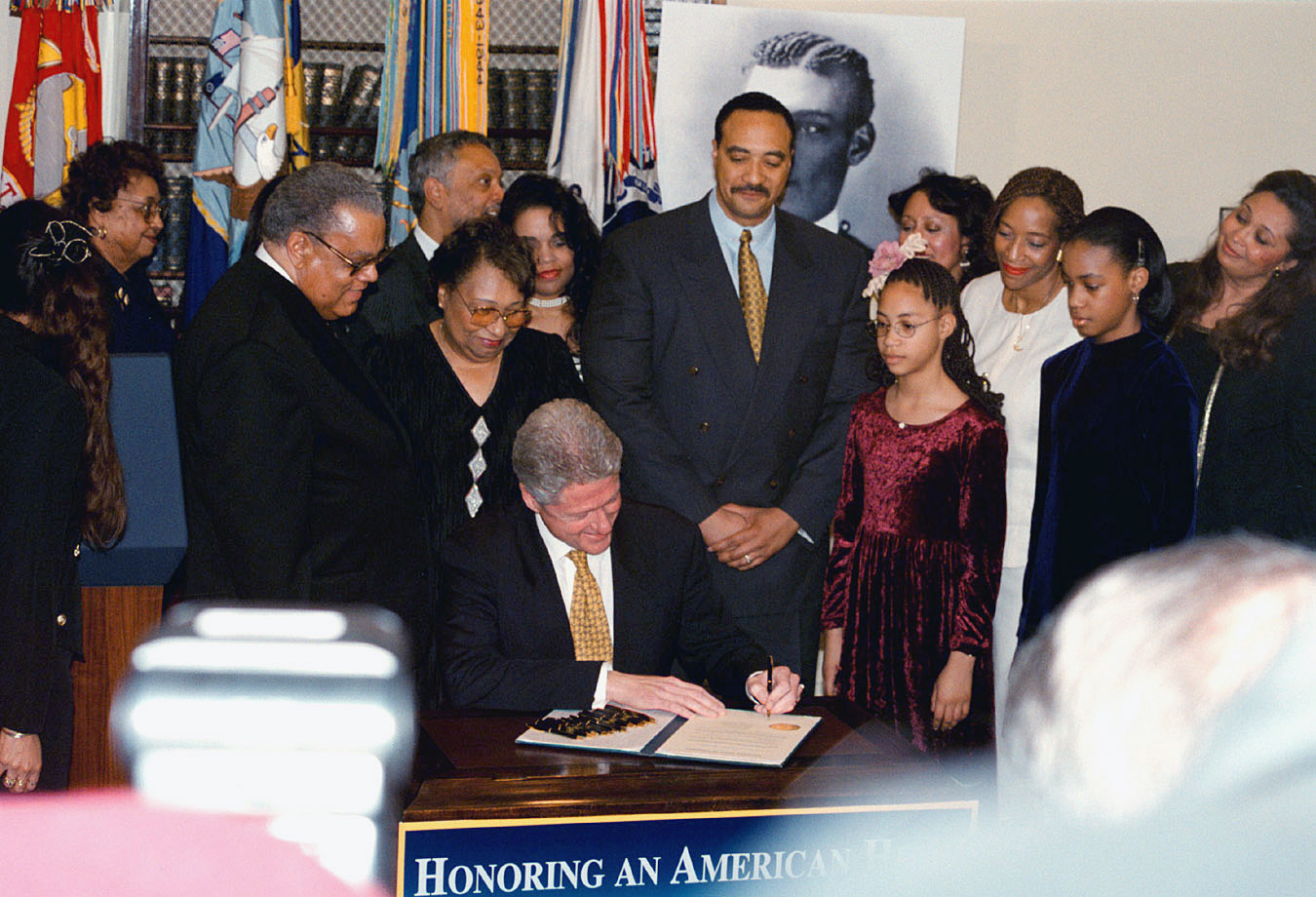
Президент Билл Клинтон подписывает документ о помиловании Генри Флиппера

В 1976 году потомки и сторонники Генри Флиппера обратились в военный совет Army Board for the Correction of Military Records. В результате было принято решение о его реабилитации на основании того, что осуждение и наказание были «необоснованно суровыми и несправедливыми», и рекомендовано заменить увольнение Флиппера увольнением с почётом. Помощник министра армии (по вопросам личного состава и резерва) поручил Министерству Армии США выдать Генри Флипперу свидетельство о почётном увольнении от 30 июня 1882 года. 21 октября 1997 года частная юридическая фирма Arnold & Porter подала министру армии прошение о помиловании Флиппера. Семь месяцев спустя исполняющий обязанности помощника министра армии (по вопросам личного состава и резерва) направил заявление в Офис прокурора по помилованию с рекомендацией одобрить помилование. Документ о помиловании Генри Флиппера подписал 19 февраля 1999 года Президент США Билл Клинтон (через 118 лет после его осуждения).